# Ngọc Tân
Ngọc Tân (1948 † 2004), fue un cantante y pianista vietnamita.

## Carrera
Ngoc Tan nació en 1948 en Hanoi, aunque su familia era oroginaria de Hai Phong. Este famoso cantante en la década de los años 1980 se dio a conocer con canciones como "Chiều trên bến cảng", và những ca khúc về Hà Nội như "Hà Nội và tôi", "Người Hà Nội", "Hà Nội ngày trở về" y "Hà Nội mùa lá bay". Distintos puntos de Ngoc Tan generalmente han sido difícil de interpretar sus temas musicales, como su forma de vocalizar y de precisión, aunque su podía interpretar sus canciones acompañado con la guitarra. Su voz había sido pública, así como expertos calificados como uno de los intérpretes de la "generación de oro" de Hanói.
En cuanto al respecto de su familia, su padre era un relojero mecánico, a quien también le había dedicado un tema musical. Tran Khanh, descubrió el talento de Ngoc Tan y lo envió para estudiar canto en el Conservatorio de Música de Hanói a los 11 años de edad. Ngoc Tan formó además parte de un grupo coral musical.

## Temas musicales
1. Biển:
  - Chiều trên bến cảng (Nguyễn Đức Toàn);
  - Biển của một thời (1994) - Chương trình riêng (liveshow);
2. Hà Nội: 
  - Nhớ về Hà Nội (Hoàng Hiệp);
  - Những Truyền thuyết Hồ Gươm (Hoàng Phúc Thắng);
  - Hà Nội và tôi (Lê Vinh);
  - Về lại phố xưa (Nguyễn Đức Toàn);
  - Nhớ vòng tay mẹ (Lương Hải);
  - Một thoáng Hà Nội và em (Hà Vinh)